# 日本摂食・嚥下リハビリテーション学会
一般社団法人 日本摂食・嚥下リハビリテーション学会（にほんせっしょく・えんげリハビリテーションがっかい、The Japanese Society of Dysphagia Rehabilitation;JSDR）とは摂食・嚥下障害のリハビリテーションについての学問を取り扱う専門学術団体の一つである。

## 概要
1995年に日本摂食・嚥下リハビリテーション研究会として設立、1997年より日本摂食・嚥下リハビリテーション学会となる。2006年9月現在で会員数5,000名以上。

## 本部事務局
- 〒458-0817 愛知県名古屋市緑区諸の木1-1704-202 藤田保健衛生大学医学部リハビリテーション医学講座

## 学会誌
- 『日本摂食・嚥下リハビリテーション学会誌』年3回発刊 ISSN 1343-8441

## 専門認定
- 日本摂食・嚥下リハビリテーション学会認定士

## 大会等
| 年     | 月日            | 名称                                                       | 会長       | 会場                                           | テーマ                                                 | 参加者数  | 備考                                        |
| ------ | --------------- | ---------------------------------------------------------- | ---------- | ---------------------------------------------- | ------------------------------------------------------ | --------- | ------------------------------------------- |
| 2007年 | 9月14日～15日   | 第13回日本摂食・嚥下リハビリテーション学会学術大会         | 植松宏     | 大宮ソニックシティ                             | 摂食・嚥下リハビリテーションのさらなる普及を考える     | 約3,900名 | [ 2 ] [ 3 ] [ 4 ]                           |
| 2008年 | 9月13日～14日   | 第14回日本摂食・嚥下リハビリテーション学会学術大会         | 里宇明元   | 幕張メッセ                                     | 食べることーサイエンスと食文化の融合に向けて           | 約4,400名 | [ 5 ] [ 6 ]                                 |
| 2009年 | 8月28日～29日   | 第15回日本摂食・嚥下リハビリテーション学会学術大会         | 馬場尊     | 名古屋国際会議場                               | 限界に挑む-Overload principleの流儀-                   | 5,245名   | [ 7 ] [ 8 ]                                 |
| 2010年 | 9月3日～4日     | 第16回日本摂食・嚥下リハビリテーション学会学術大会         | 植田耕一郎 | 朱鷺メッセ                                     | 理念に基づく摂食・嚥下リハビリテーションの構築に向けて | 約4,600名 | [ 9 ] [ 10 ] [ 11 ]                         |
| 2011年 | 9月2日～3日     | 第17回日本摂食・嚥下リハビリテーション学会学術大会         | 出江紳一   | 仙台国際センター、川内萩ホール、仙台サンプラザ | 摂食・嚥下リハビリテーションの創生―高めよう現場力―     |           | 東日本大震災のため、延期。 次年度と合同開催 |
| 2011年 | 9月2日          | チャリティセミナー                                         |            | 名古屋国際会議場                               |                                                        |           | [ 12 ]                                      |
| 2012年 | 8月31日～9月1日 | 第17回・第18回日本摂食・嚥下リハビリテーション学会学術大会 |            |                                                |                                                        |           | [ 12 ]                                      |

## 加盟団体
- 日本歯学系学会協議会